# Sugano
Sugano is een plaats (frazione) in de Italiaanse gemeente Orvieto.